# Тазовський
Та́зовський (рос. Тазовский) — селище, центр Тазівського району Ямало-Ненецького автономного округу Тюменської області, Росія. Адміністративний центр та єдиний населений пункт Тазовського сільського поселення.

## Географія
Селище розташоване на лівому березі річки Таз, за 8 км від її впадіння в Тазівську губу.

### Клімат
Селище знаходиться у зоні, котра характеризується континентальним субарктичним кліматом. Найтепліший місяць — липень із середньою температурою 14.2 °C (57.5 °F). Найхолодніший місяць — січень, із середньою температурою −26.3 °С (−15.3 °F).
| Клімат Тазовського      | Клімат Тазовського | Клімат Тазовського | Клімат Тазовського | Клімат Тазовського | Клімат Тазовського | Клімат Тазовського | Клімат Тазовського | Клімат Тазовського | Клімат Тазовського | Клімат Тазовського | Клімат Тазовського | Клімат Тазовського | Клімат Тазовського |
| Показник                | Січ.               | Лют.               | Бер.               | Квіт.              | Трав.              | Черв.              | Лип.               | Серп.              | Вер.               | Жовт.              | Лист.              | Груд.              | Рік                |
| Середня температура, °C | −26,3              | −26,2              | −20,9              | −13,4              | −4,6               | 6,2                | 14,2               | 11                 | 4,4                | −6,3               | −18,6              | −23,2              | −8,6               |
| Норма опадів, мм        | 33.7               | 27.6               | 29.1               | 28.9               | 29.1               | 47.4               | 46.9               | 60                 | 47.7               | 43.8               | 33                 | 34                 | 461.2              |
| ----------------------- | ------------------ | ------------------ | ------------------ | ------------------ | ------------------ | ------------------ | ------------------ | ------------------ | ------------------ | ------------------ | ------------------ | ------------------ | ------------------ |
| Джерело: Weatherbase    |                    |                    |                    |                    |                    |                    |                    |                    |                    |                    |                    |                    |                    |

## Історія
Засноване 1883 року як промислова факторія під назвою Хальмер-Седе (Сопка мерців ненецькою). Колись на пагорбі, де зараз знаходиться селище, був старий ненецький цвинтар.
1949 року отримав назву Тазовське. Статус селища міського типу — з 1964 року, і нова назва — Тазовський. 2012 року втратив міський статус і став селищем.

## Населення
Населення — 7201 особа (2017, 6793 у 2010, 5965 у 2002).

## Економіка
Центр промислового освоєння Заполяр'я. Підприємства нафтогазового комплексу «Газпром видобуток Ямбург», «Лукойл — Західний Сибір». Тазівська геологічна експедиція. Підприємства сільського господарства і харчової промисловості «ТазовськАгро», «ТазАгроРибПром». Основні джерела доходів району і селища — податки з підприємств ПЕК і дотації з окружного бюджету.
Селище пов'язане асфальтовою дорогою із селом Газ-Сале, далі дорогою з бетонних дорожніх плит.

## Культура
Працюють районне телебачення «Студія Факт», газета «Радянське Заполяр'я».

## Пам'ятки
- Тазівський районний краєзнавчий музей, в якому знаходяться багаті колекції предметів традиційного промислу і декоративно-прикладного мистецтва ненців, а також експозиції, присвяченими давньому поселенню, що розташовувалося на території сусіднього району — Мангазеї.